# Demirözü (district)
Demirözü is een Turks district in de provincie Bayburt en telt 9.570 inwoners (2007). Het district heeft een oppervlakte van 610,6 km². Hoofdplaats is Demirözü.
De bevolkingsontwikkeling van het district is weergegeven in onderstaande tabel.
| 1997   | 2000   | 2007  |
| ------ | ------ | ----- |
| 12.875 | 13.477 | 9.570 |